# Grand Prix Abú Zabí 2020
Grand Prix Abú Zabí 2020 (oficiálně Formula 1 Etihad Airways Abu Dhabi Grand Prix 2020) se jela na okruhu Yas Marina, v emirátu Abú Zabí ve Spojených arabských emirátech dne 13. prosince 2020. Závod byl sedmnáctým a zároveň posledním v pořadí v sezóně 2020 šampionátu Formule 1.

## Kvalifikace
| Poř.                       | No. | Jezdec             | Konstruktér               | Časy v kvalifikaci | Časy v kvalifikaci | Časy v kvalifikaci | Pořadí na startu |
| Poř.                       | No. | Jezdec             | Konstruktér               | Q1                 | Q2                 | Q3                 | Pořadí na startu |
| -------------------------- | --- | ------------------ | ------------------------- | ------------------ | ------------------ | ------------------ | ---------------- |
| 1                          | 33  | Max Verstappen     | Red Bull Racing-Honda     | 1:35.993           | 1:35.641           | 1:35.246           | 1                |
| 2                          | 77  | Valtteri Bottas    | Mercedes                  | 1:35.699           | 1:35.527           | 1:35.271           | 2                |
| 3                          | 44  | Lewis Hamilton     | Mercedes                  | 1:35.528           | 1:35.466           | 1:35.332           | 3                |
| 4                          | 4   | Lando Norris       | McLaren-Renault           | 1:36.016           | 1:35.849           | 1:35.497           | 4                |
| 5                          | 23  | Alexander Albon    | Red Bull Racing-Honda     | 1:36.106           | 1:35.654           | 1:35.571           | 5                |
| 6                          | 55  | Carlos Sainz Jr.   | McLaren-Renault           | 1:36.517           | 1:36.192           | 1:35.815           | 6                |
| 7                          | 26  | Daniil Kvjat       | AlphaTauri-Honda          | 1:36.459           | 1:36.214           | 1:35.963           | 7                |
| 8                          | 18  | Lance Stroll       | Racing Point-BWT Mercedes | 1:36.502           | 1:36.143           | 1:36.046           | 8                |
| 9                          | 16  | Charles Leclerc    | Ferrari                   | 1:35.881           | 1:35.932           | 1:36.065           | 12               |
| 10                         | 10  | Pierre Gasly       | AlphaTauri-Honda          | 1:36.545           | 1:36.282           | 1:36.242           | 9                |
| 11                         | 31  | Esteban Ocon       | Renault                   | 1:36.783           | 1:36.359           |                    | 10               |
| 12                         | 3   | Daniel Ricciardo   | Renault                   | 1:36.704           | 1:36.406           |                    | 11               |
| 13                         | 5   | Sebastian Vettel   | Ferrari                   | 1:36.655           | 1:36.631           |                    | 13               |
| 14                         | 99  | Antonio Giovinazzi | Alfa Romeo Racing-Ferrari | 1:37.075           | 1:38.248           |                    | 14               |
| 15                         | 11  | Sergio Pérez       | Racing Point-BWT Mercedes | 1:36.555           | Bez času           |                    | 19               |
| 16                         | 7   | Kimi Räikkönen     | Alfa Romeo Racing-Ferrari | 1:37.555           |                    |                    | 15               |
| 17                         | 20  | Kevin Magnussen    | Haas-Ferrari              | 1:37.836           |                    |                    | 20               |
| 18                         | 63  | George Russell     | Williams-Mercedes         | 1:38.045           |                    |                    | 16               |
| 19                         | 51  | Pietro Fittipaldi  | Haas-Ferrari              | 1:38.173           |                    |                    | 17               |
| 20                         | 6   | Nicholas Latifi    | Williams-Mercedes         | 1:38.443           |                    |                    | 18               |
| 107% času vítěze: 1:42.214 |     |                    |                           |                    |                    |                    |                  |
| Zdroj:                     |     |                    |                           |                    |                    |                    |                  |

Poznámky
1. ↑  Charles Leclerc obdržel trest posunu o 3 místa vzad za zavinění kolize v předchozím závodě.
2. 1 2  Sergio Pérez a Kevin Magnussen museli startovat z poslední řady za překročení počtu povolených pohonných jednotek.

## Závod
| Poř.                                                                 | No. | Jezdec             | Konstruktér               | Počet kol | Čas/Odstoupení | Pořadí na startu | Body |
| -------------------------------------------------------------------- | --- | ------------------ | ------------------------- | --------- | -------------- | ---------------- | ---- |
| 1                                                                    | 33  | Max Verstappen     | Red Bull Racing-Honda     | 55        | 1:36:28.645    | 1                | 25   |
| 2                                                                    | 77  | Valtteri Bottas    | Mercedes                  | 55        | +15.976        | 2                | 18   |
| 3                                                                    | 44  | Lewis Hamilton     | Mercedes                  | 55        | +18.415        | 3                | 15   |
| 4                                                                    | 23  | Alexander Albon    | Red Bull Racing-Honda     | 55        | +19.987        | 5                | 12   |
| 5                                                                    | 4   | Lando Norris       | McLaren-Renault           | 55        | +1:00.729      | 4                | 10   |
| 6                                                                    | 55  | Carlos Sainz Jr.   | McLaren-Renault           | 55        | +1:05.662      | 6                | 8    |
| 7                                                                    | 3   | Daniel Ricciardo   | Renault                   | 55        | +1:13.748      | 11               | 7    |
| 8                                                                    | 10  | Pierre Gasly       | AlphaTauri-Honda          | 55        | +1:29.718      | 9                | 4    |
| 9                                                                    | 31  | Esteban Ocon       | Renault                   | 55        | +1:41.069      | 10               | 2    |
| 10                                                                   | 18  | Lance Stroll       | Racing Point-BWT Mercedes | 55        | +1:42.738      | 8                | 1    |
| 11                                                                   | 26  | Daniil Kvjat       | AlphaTauri-Honda          | 54        | +1 kolo        | 7                |      |
| 12                                                                   | 7   | Kimi Räikkönen     | Alfa Romeo Racing-Ferrari | 54        | +1 kolo        | 15               |      |
| 13                                                                   | 16  | Charles Leclerc    | Ferrari                   | 54        | +1 kolo        | 12               |      |
| 14                                                                   | 5   | Sebastian Vettel   | Ferrari                   | 54        | +1 kolo        | 13               |      |
| 15                                                                   | 63  | George Russell     | Williams-Mercedes         | 54        | +1 kolo        | 16               |      |
| 16                                                                   | 99  | Antonio Giovinazzi | Alfa Romeo Racing-Ferrari | 54        | +1 kolo        | 14               |      |
| 17                                                                   | 6   | Nicholas Latifi    | Williams-Mercedes         | 54        | +1 kolo        | 18               |      |
| 18                                                                   | 20  | Kevin Magnussen    | Haas-Ferrari              | 54        | +1 kolo        | 20               |      |
| 19                                                                   | 51  | Pietro Fittipaldi  | Haas-Ferrari              | 53        | +2 kola        | 17               |      |
| Ret                                                                  | 11  | Sergio Pérez       | Racing Point-BWT Mercedes | 8         | Motor          | 19               |      |
| Nejrychlejší kolo: Daniel Ricciardo (Renault) – 1:40.926 (v kole 55) |     |                    |                           |           |                |                  |      |
| Zdroj:                                                               |     |                    |                           |           |                |                  |      |

Poznámky
1. ↑  Daniel Ricciardo získal jeden bod za zajetí nejrychlejšího kola.

## Konečné pořadí po závodě
Pohár jezdců
|        | Pořadí | Jezdec           | Body |
| ------ | ------ | ---------------- | ---- |
|        | 1      | Lewis Hamilton   | 347  |
|        | 2      | Valtteri Bottas  | 223  |
|        | 3      | Max Verstappen   | 214  |
|        | 4      | Sergio Pérez     | 125  |
|        | 5      | Daniel Ricciardo | 119  |
| Zdroj: |        |                  |      |

Pohár konstruktérů
|        | Pořadí | Konstruktér           | Body |
| ------ | ------ | --------------------- | ---- |
|        | 1      | Mercedes              | 573  |
|        | 2      | Red Bull-Honda        | 319  |
| 1      | 3      | McLaren-Renault       | 202  |
| 1      | 4      | Racing Point-Mercedes | 195  |
|        | 5      | Renault               | 181  |
| Zdroj: |        |                       |      |